# Teixeiró
Teixeiró ist ein Ort und eine ehemalige Gemeinde im Norden Portugals.
Teixeiró gehört zum Kreis Baião im Distrikt Porto. Die Gemeinde hatte eine Fläche von 4,5 km² und 350 Einwohner (Stand 30. Juni 2011).
Am 29. September 2013 wurden die Gemeinden Teixeiró und Teixeira zur neuen Gemeinde União das Freguesias de Teixeira e Teixeiró zusammengefasst.